# Домовладение М. Л. Олейниковой
Домовладение М. Л. Олейниковой (особняк Э. Л. Нобеля) — памятник архитектуры. Расположен в Калининском районе Санкт-Петербурга, современный адрес дома — Лесной проспект, 21.

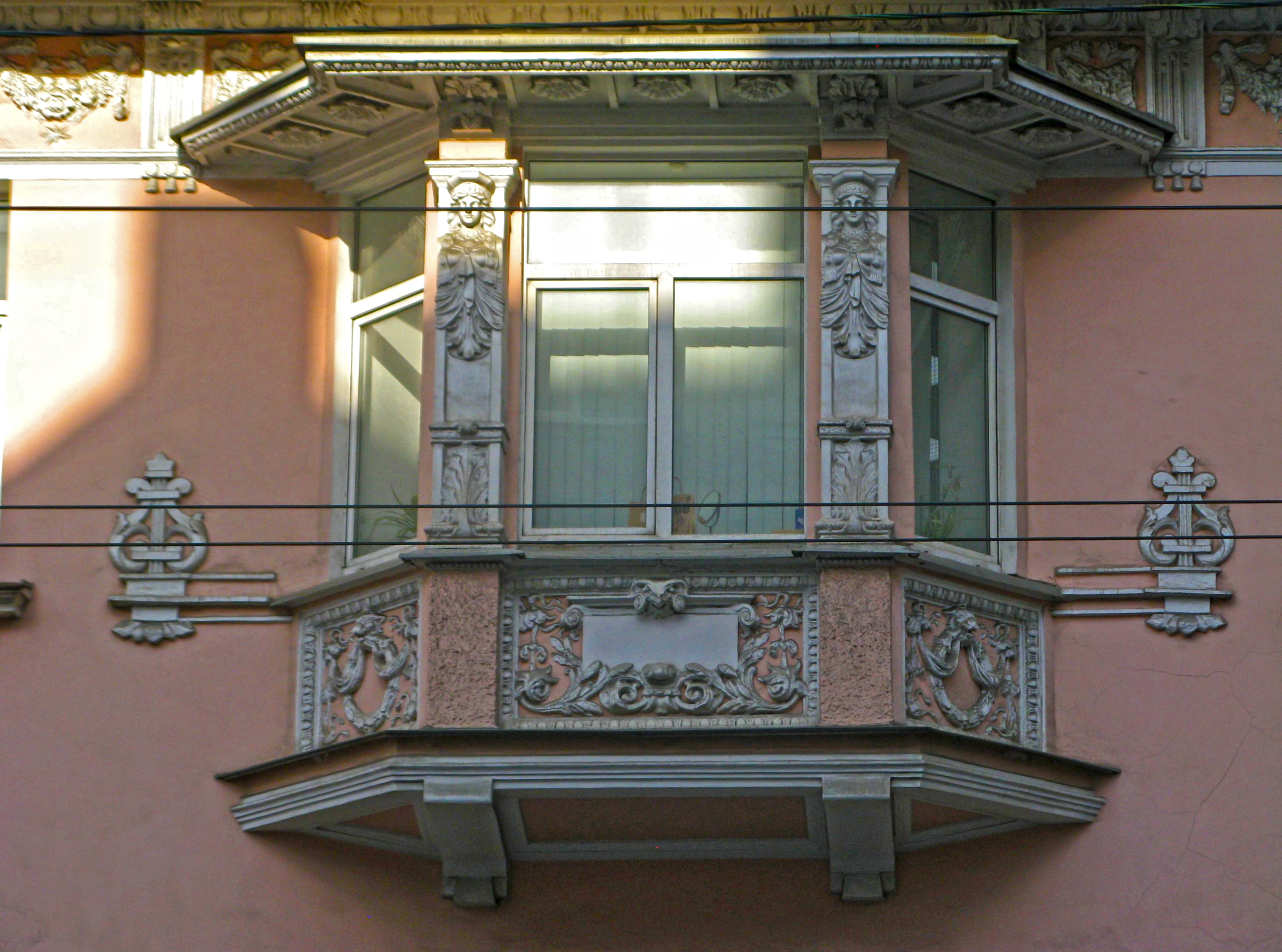
Эркер

Особняк с оградой, идущей до Народного дома, построен Р. Ф. Мельцером при участии Эрнеста Мельцера в 1902—1904 годах. В 1910 году Ф. И. Лидваль при участии К. Г. Эйлерса расширил и перестроил его для сестры Нобеля, М. Л. Нобель-Олейниковой и её мужа Г. П. Олейникова (в том числе пристроил флигель в глубине участка — молодая семья испытывала трудности, и флигель был построен для того, чтобы им было где жить).
Главный фасад здания обращён во двор, оформлен мелкими пилястрами, небольшими гермами и волютами. В декоре нет повторяющихся деталей, окна разные по величине и конфигурации. Со стороны проспекта фасад плоский, симметричный, с застеклённым эркером.
В вестибюле здания сделана деревянная лестница с цветным витражом с гирляндами.